# Arkanoid: Doh It Again
Arkanoid: Doh It Again ist ein Videospiel, das von Taito entwickelt und 1997 für die Spielkonsole Super Nintendo veröffentlicht wurde. Es ist Teil der Arkanoid-Serie.
Das Grundprinzip des Spiels ist das aller Arkanoid- bzw. Breakout-Spiele: Mit einem Schläger, hier ein Raumschiff, muss ein Ball gegen eine Wand aus zerstörbaren Blöcken gespielt werden, bis alle Blöcke zerstört sind. Zusätzlich gibt es diverse Power-ups wie eine Vergrößerung des Raumschiffes, Laser und Mehrfachbälle. Im Gegensatz zu den klassischen Arcade-Spielen gibt es außerdem eine einfache Story und diverse Endgegner.
Neben dem Gamepad lässt sich das Spiel auch mit der SNES-Maus steuern.